# شمووو
شمووو (به لهستانی:  Siemowo) یک منطقهٔ مسکونی در لهستان است که در گمینا گوستنگ واقع شده‌است. شمووو ۴۵۰ نفر جمعیت دارد.